# Baldissero Torinese
Baldissero Torinese es una localidad y comune italiana de la provincia de Turín, región de Piamonte, con 3.731 habitantes.

## Evolución demográfica
| Gráfica de evolución demográfica de Baldissero Torinese entre 1861 y 2001 |
|                                                                           |
| Fuente ISTAT - elaboración gráfica de Wikipedia                           |